# OK Not to Be OK
OK Not to Be OK è un singolo del DJ statunitense Marshmello e della cantante statunitense Demi Lovato, pubblicato il 10 settembre 2020 ed incluso nel settimo album in studio di Demi Lovato Dancing with the Devil... the Art of Starting Over.

## Descrizione
I due artisti hanno collaborato con Hope for the Day, un'associazione no profit che lavora per combattere lo stigma della salute mentale e per la prevenzione del suicidio, il cui motto è proprio "It's OK Not to Be OK" ("Va bene non stare bene"). Il singolo è stato messo in commercio in occasione della giornata mondiale per la prevenzione del suicidio.

## Video musicale
Il video musicale è stato reso disponibile il 10 settembre 2020, in concomitanza con l'uscita del brano.

## Tracce
Testi e musiche di Marshmello, Demi Lovato, Gregory Hein, James Gutch e James Nicholas Bailey.
Download digitale
1. OK Not to Be OK – 2:39

Download digitale – Duke & Jones Remix
1. OK Not to Be OK (Duke & Jones Remix) – 2:34

## Formazione
Musicisti
- Marshmello – tastiera, programmazione
- Demi Lovato – voce

Produzione
- Marshmello – produzione
- Mitch Allen – produzione vocale, ingegneria del suono
- Michelle Mancini – mastering
- Manny Marroquin – missaggio

## Classifiche
| Classifica (2020) | Posizione massima |
| ----------------- | ----------------- |
| Australia         | 47                |
| Belgio (Fiandre)  | 51                |
| Canada            | 41                |
| Croazia           | 23                |
| Grecia            | 91                |
| Irlanda           | 43                |
| Lituania          | 56                |
| Portogallo        | 109               |
| Regno Unito       | 42                |
| Stati Uniti       | 36                |
| Svezia            | 72                |
| Svizzera          | 51                |